# 카르파워십
카르파워십은 부유식 발전소 함대를 건설, 운영 및 소유하는 튀르키예 기업이다. 2010년 이래로 총 설치 용량이 6,000MW를 초과하는 36개의 부유식 발전소가 완성되었으며, 추가 용량이 건설 중이거나 예정되어 있다.
카르파워십은 설계, 건설, 현장 준비, 시운전, 연료 공급 및 전력 공급을 포함한 모든 활동을 자체적으로 수행한다.

## 부유식 발전소

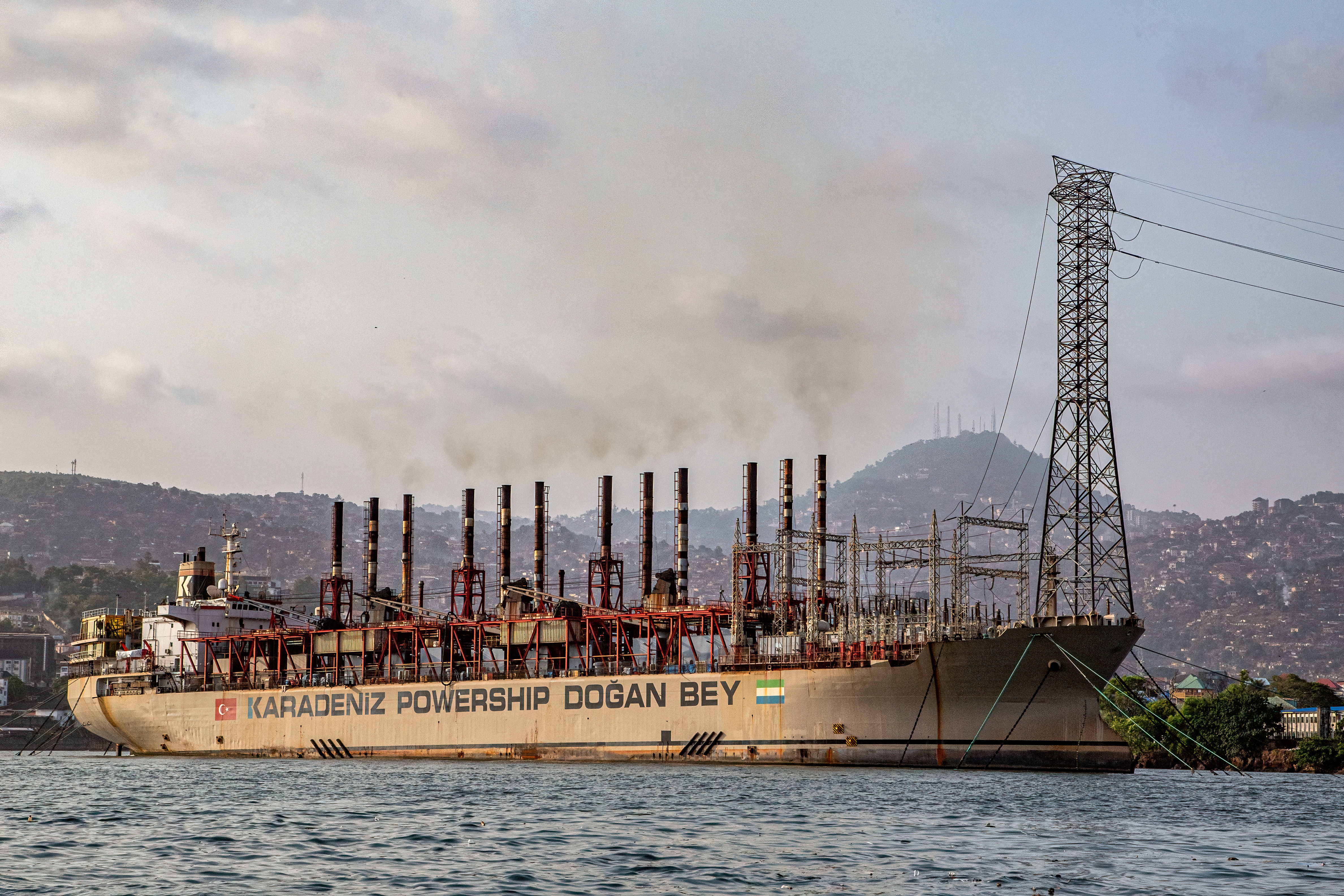
시에라리온 프리타운의 MV 카라데니즈 파워십 도안 베이 (2024)

부유식 발전소는 바지선 또는 선박에 설치된 부유식 발전소로, 중유(HFO), 디젤 연료 및 천연가스를 사용하여 운용할 수 있다. 카르파워십의 부유식 발전소는 전력 생산 서비스 계약, 전력 임대 계약, 에너지 전환 작업 계약 또는 전력 구매 계약에 따라 이용할 수 있다.
2007년, 카르파워십은 중동, 아프리카 및 아시아의 전력 부족 국가에 전기를 공급하는 "우정의 힘"이라는 프로젝트를 개발했다.
화물선 멜포메니는 2009년 카르파워십이 리베리아 국적의 부유식 발전소로 전환할 목적으로 인수했다. 이 선박은 회사 최고운영책임자인 누리 도안 카라데니즈의 이름을 따 카라데니즈 파워십 도안 베이로 명명되었다.
2009년 5월, 이스탄불 투즐라의 세데프 조선소는 화물선을 부유식 발전소로 개조하는 작업을 위임받아 필요한 엔진 발전기, 변압기, 전기 배전반 등을 선내에 설치했다.
카라데니즈 파워십 도안 베이는 천연가스로도 작동할 수 있는 이중 연료 디젤 엔진을 탑재한 최초의 부유식 발전소이다. 이 선박에는 10.53MW 발전기 12대가 설치되어 있다. 선박의 4개 선창 각각에 3개씩 설치되어 있으며, 팬과 굴뚝은 갑판에 장착되어 있다.
조선 및 발전소 개발 감독 경험이 있는 국제 인증 기관인 뷰로 베리타스는 개조 후 이 선박을 "특수 서비스-부유식 발전소"로 분류했다.

### 운영
카르파워십은 아프리카, 아메리카, 아시아, 유럽 및 중동에 사무실을 두고 운영 중이다. 카르파워십의 국제 프로젝트는 이스탄불에서 운영되며, 이곳에서 해외 지역으로 부유식 발전소를 공급할 수 있다.

### 선박
| 이름                             | IMO     | 개조 연도 | 등급     | MW(E) | 위치                 | 이전 위치        | 각주          |
| -------------------------------- | ------- | --------- | -------- | ----- | -------------------- | ---------------- | ------------- |
| 카라데니즈 파워십 도안 베이      | 8117031 | 2010      |          | 126   | 시에라리온           | 바스라, 이라크   | [ 9 ]         |
| 카라데니즈 파워십 라우프 베이    | 7925522 | 2010      |          | 179   | 수단                 | 바스라, 이라크   | [ 10 ]        |
| 카라데니즈 파워십 카야 베이      | 7925546 | 2011      |          | 216   | 파키스탄             | 바스라, 이라크   | [ 11 ] [ 12 ] |
| 카라데니즈 파워십 알리칸 베이    |         | 2011      |          | 104   | 파키스탄             |                  |               |
| 카라데니즈 파워십 이렘 술탄      | 8222252 | 2012      | 샤크     | 114   | 나칼라, 모잠비크     | 바스라, 이라크   | [ 13 ]        |
| 카라데니즈 파워십 파트마귈 술탄  |         | 2013      | 오르카   | 202   | 아비장, 코트디부아르 | 베이루트, 레바논 |               |
| 카라데니즈 파워십 오르한 베이    | 7942582 | 2013      | 오르카   | 202   | 베이루트, 레바논     |                  |               |
| 카라데니즈 파워십 에스라 술탄    | 9116967 | 2015      |          | 235   | 베이루트, 레바논     | 테마, 가나       | [ 14 ] [ 15 ] |
| 카라데니즈 파워십 제이넵 술탄    | 8116051 | 2015      | 샤크     | 125   | 아무랑, 인도네시아   |                  |               |
| 카라데니즈 파워십 오스만 칸      | 9189158 | 2016      | 칸       | 470   | 테마, 가나           |                  |               |
| 카라데니즈 파워십 오누르 술탄    | 9248514 | 2016      | 칸       | 470   | 벨라완, 인도네시아   |                  |               |
| 카라데니즈 파워십 괴칸 베이      | 9214563 | 2016      | 샤크     | 125   | 쿠팡, 인도네시아     |                  |               |
| 카라데니즈 파워십 야신 베이      | 9214551 | 2016      | 샤크     | 125   | 암본, 인도네시아     |                  |               |
| 카라데니즈 파워십 메흐메트 베이  | 9232785 | 2018      | 샤크     | 126   | XXXX, 인도네시아     |                  |               |
| 카라데니즈 파워십 네지흐 베이    | 9034781 | 2018      |          | 37    | 암본, 인도네시아     |                  |               |
| 카라데니즈 파워십 코라이 베이    | 9086203 | 2018      |          | 36    | 감비아               |                  |               |
| 카라데니즈 파워십 바리스 베이    | 9166546 | 2019      | 실       | 36    | 쿠바                 |                  | [ 16 ]        |
| 카라데니즈 파워십 이브라힘 베이  | 9216638 |           | 샤크     |       |                      |                  |               |
| 카라데니즈 파워십 오르카 술탄    |         |           | 칸       |       |                      |                  |               |
| 카라데니즈 파워십 오르한 알리 칸 | 9248514 |           | 칸       |       |                      |                  |               |
| 카라데니즈 파워십 아이세굴 술탄  |         |           | 오르카   | 235   | 다카르, 세네갈       | 가나, 레바논     |               |
| 카라데니즈 파워십 필리즈 술탄    |         |           | 머메이드 |       |                      |                  |               |

### 남아프리카 공화국
2021년 4월, 남아프리카 공화국의 광물자원부는 지속적인 에너지 위기를 해결하기 위해 카르파워십과 20년 전력 공급 계약을 체결했다. 입찰 과정에서의 부패 혐의로 인해 법적 소송과 사법 조사가 진행 중이다. 2022년 8월 1일, 산림수산환경부 장관은 협의 부족, 설득력 없는 환경 보고서, "제안된 프로젝트의 필요성 및 바람직성에 대한 의문"을 이유로 남아프리카 공화국 자회사가 총 1220MW 용량의 선박 3척을 배치하는 프로젝트를 계속하겠다는 항소를 기각했다. 장관은 회사에 재고를 위해 제출된 자료의 공백과 결함을 해결할 180일을 허용했다. 전력 책임 장관은 중유도 사용될 예정이라는 사실이 밝혀지자 20년 계약을 5년으로 줄이려 했다.
2023년, 카르파워십은 리차드 베이 항구에 450MW 선박 발전소를 정박하는 것에 대한 이의 제기를 하지 않는 대가로 에젬벨로 KZN 야생동물국에 사냥 농장을 구매하여 기증했다.
2023년 2월 26일, 피킬레 음발룰라는 남아프리카 공화국 교통부 장관으로서 마지막 조치 중 하나로 카르파워십에 섹션 79 허가를 부여했다. 이는 카르파워십의 모회사인 카라데니즈가 기존의 흑인 경제 권한 강화 회사와의 계약을 파기하고 안나 모크고콩과 협력하기 위해 비밀 양해각서를 체결하여 섹션 79 허가를 취득하려 한 후 이루어졌다. 모크고콩의 회사 타마사 투자 홀딩스는 음구라 항구에 육상 재기화 터미널을 건설할 예정이었고, 섹션 79 허가가 필요했다.